# 陳有莊
陳友莊（1906年—1966年10月1日），也譯作陳有莊，又名思莊，越南改良劇藝術的重要創作者，於1996年獲得第一屆胡志明文學藝術獎。

## 生平
1906年，陳友莊出生於美湫省𢄂𥺊縣富結社（今爲前江省）的一個農民家庭中。他從小就沉迷於唱歌。